# Croix-Chapeau
Croix-Chapeau és un municipi francès situat al departament del Charente Marítim i a la regió de la Nova Aquitània. L'any 2007 tenia 1.087 habitants.

## Demografia

### Població
El 2007 la població de fet de Croix-Chapeau era de 1.087 persones. Hi havia 408 famílies de les quals 80 eren unipersonals (28 homes vivint sols i 52 dones vivint soles), 148 parelles sense fills, 148 parelles amb fills i 32 famílies monoparentals amb fills.
La població ha evolucionat segons el següent gràfic:
Habitants censats

### Habitatges
El 2007 hi havia 469 habitatges, 423 eren l'habitatge principal de la família, 20 eren segones residències i 26 estaven desocupats. 438 eren cases i 24 eren apartaments. Dels 423 habitatges principals, 320 estaven ocupats pels seus propietaris, 98 estaven llogats i ocupats pels llogaters i 5 estaven cedits a títol gratuït; 10 tenien una cambra, 20 en tenien dues, 45 en tenien tres, 123 en tenien quatre i 225 en tenien cinc o més. 352 habitatges disposaven pel capbaix d'una plaça de pàrquing. A 161 habitatges hi havia un automòbil i a 233 n'hi havia dos o més.

### Piràmide de població
La piràmide de població per edats i sexe el 2009 era:
| Homes | Edats   | Dones |
| ----- | ------- | ----- |
| 0     | 95 o +  | 8     |
| 0     | 90 a 94 | 4     |
| 4     | 85 a 89 | 24    |
| 12    | 80 a 84 | 4     |
| 0     | 75 a 79 | 16    |
| 28    | 70 a 74 | 16    |
| 8     | 65 a 69 | 16    |
| 12    | 60 a 64 | 12    |
| 28    | 55 a 59 | 20    |
| 24    | 50 a 54 | 24    |
| 28    | 45 a 49 | 12    |
| 64    | 40 a 44 | 60    |
| 32    | 35 a 39 | 36    |
| 28    | 30 a 34 | 24    |
| 16    | 25 a 29 | 24    |
| 20    | 20 a 24 | 24    |
| 48    | 15 a 19 | 48    |
| 40    | 10 a 14 | 48    |
| 28    | 5 a 9   | 28    |
| 24    | 0 a 4   | 28    |

## Economia
El 2007 la població en edat de treballar era de 751 persones, 578 eren actives i 173 eren inactives. De les 578 persones actives 529 estaven ocupades (284 homes i 245 dones) i 49 estaven aturades (24 homes i 25 dones). De les 173 persones inactives 57 estaven jubilades, 62 estaven estudiant i 54 estaven classificades com a «altres inactius».

### Ingressos
El 2009 a Croix-Chapeau hi havia 437 unitats fiscals que integraven 1.143,5 persones, la mediana anual d'ingressos fiscals per persona era de 18.574 €.

### Activitats econòmiques
Dels 41 establiments que hi havia el 2007, 2 eren d'empreses alimentàries, 1 d'una empresa de fabricació d'altres productes industrials, 10 d'empreses de construcció, 6 d'empreses de comerç i reparació d'automòbils, 2 d'empreses de transport, 4 d'empreses d'hostatgeria i restauració, 1 d'una empresa d'informació i comunicació, 1 d'una empresa financera, 5 d'empreses immobiliàries, 3 d'empreses de serveis i 6 d'empreses classificades com a «altres activitats de serveis».
Dels 15 establiments de servei als particulars que hi havia el 2009, 1 era un taller de reparació d'automòbils i de material agrícola, 4 paletes, 1 guixaire pintor, 1 lampisteria, 1 electricista, 1 empresa de construcció, 1 perruqueria, 1 veterinari, 2 restaurants, 1 agència immobiliària i 1 tintoreria.
L'únic establiment comercial que hi havia el 2009 era una fleca.
L'any 2000 a Croix-Chapeau hi havia 9 explotacions agrícoles que ocupaven un total de 430 hectàrees.

## Equipaments sanitaris i escolars
El 2009 hi havia una escola elemental.

## Poblacions més properes
El següent diagrama mostra les poblacions més properes.